# Gyponana subvirida
Gyponana subvirida är en insektsart som beskrevs av Delong och Freytag 1964. Gyponana subvirida ingår i släktet Gyponana och familjen dvärgstritar. Inga underarter finns listade i Catalogue of Life.